# Highway Hunter
Highway Hunter, также Highway Fighter — компьютерная игра в жанре shoot ’em up, разработанная воронежской группой разработчиков Omega Integral Systems. В России вышла под названием «Охотник на дороге». Вне России игра была издана компаниями Safari Software и Epic Games.

## Игровой процесс

Скриншот версии для DOS. Пример игрового процесса, по середине снизу экрана располагается автомобиль игрока, который должен держаться на дороге.

Highway Hunter — вертикальный скролл-шутер, где игрок управляет футуристическим автомобилем M.A.S.T.E.R. (Multi-Attack Super Turbo Energy Ranger), перемещаясь по автостраде и уничтожая врагов. Игра состоит из 15 уровней, разделенных на три эпизода, где цель — добраться до конца каждого уровня и победить босса. Противники представлены различными наземными и воздушными целями, включая вражеские автомобили, вертолеты, самолеты и стационарные орудия. В игре есть возможность выбора уровня сложности: легкий, средний или высокий. На пути игрок может подбирать различные бонусы: улучшения оружия, временную неуязвимость, щиты и пополнение энергии. В распоряжении игрока имеется девять видов оружия, от простых пулеметов до мощных лазеров.

## Критика
| Иноязычные издания | Иноязычные издания |
| Издание            | Оценка             |
| ------------------ | ------------------ |
| PC Zone            | 4 из 5             |
| Top Secret         | 6,25 из 10         |
| Secret Service     | 90%                |

Изначально игра вышла под названием Highway Fighter, и сравнивая с вышедшей позднее версией Highway Hunter, обозреватель Home of the Underdogs отметил, что обе очень похожи по графике и игровому процессу, но оригинал оказался настолько сложнее, что автор застрял уже на третьем уровне. При этом, по его мнению, в первой версии интерфейс был удобнее, и некоторые уровни заметно отличаются. Критики из польского журнала Top Secret посчитали высокую сложность Highway Fighter достоинством игры. В свою очередь, рецензент журнала Secret Service высоко оценил техническое исполнение игры, отметив, что несмотря на российское происхождение, она выглядит как «качественный западный аркадный продукт», хотя и указал на некоторые недостатки, такие как ошибки в английском языке.
В своем обзоре Highway Hunter Чак Миллер из Computer Gaming World отметил высокое качество графики, музыки и звуковых эффектов, сравнивая игру с аркадными автоматами по плавности и динамичности игрового процесса. Однако критик выделил недостаток, по его мнению характерный для игр этого жанра — упрощенную модель вождения, которая может привести к некоторому однообразию. По мнению немецкого журнала PC Games, несмотря на кажущуюся сложность сюжета, Highway Hunter оказывается простой игрой с хорошей графикой и хорошо анимированными противниками. Рецензент журнала PC Zone посчитал что игра напоминает Galaxians, но с добавлением навигации по изогнутым дорогам. По его оценке, Highway Hunter могла бы претендовать на высший балл, однако в сравнении с недавно вышедшей Descent выглядит менее впечатляюще. Критик из немецкого журнала Aktueller Software Markt сравнил Highway Hunter с фильмом «Безумный Макс», отметив футуристический сеттинг и мощное вооружение главного героя. Он охарактеризовал игровой процесс как «типичный shoot 'em up» с разнообразным оружием и бонусами. Рецензент похвалил автоматическую функцию стрельбы и отметил сложности с уничтожением некоторых врагов, особенно боковых пушек и вертолетов.
В обзоре русскоязычной версии рецензент журнала «Магазин игрушек» сравнил «Охотника на дороге» с Frantis: Mission 2, предыдущей игрой Omega Integral Systems, и однозначно отдал предпочтение «Охотнику», высоко оценив его полную русификацию и классический игровой процесс в жанре «стрелялки». Критик также провел параллели с играми Xenon 2 Megablast и Zanac, но счел «Охотника» более увлекательным, сравнив это различие с отношением между Heretic и Doom. Обозреватель журнала «Виртуальные миры» охарактеризовал «Охотника на дороге» как увлекательную аркаду, вдохновленную Xenon 2, и отметил игровой процесс с 15 уровнями, качественную графику и звук.